# XXXV Premis Goya
La 35a edició dels Premis Goya del cinema espanyol va tenir lloc al Teatro del Soho de Màlaga el 6 de març de 2021, va ser la segona vegada consecutiva que aquests premis es lliuraven en aquesta ciutat. Aquesta cerimònia va ser dirigida i presentada per l'actor Antonio Banderas i María Casado, periodista i directora de la Acadèmia de la Televisió.
En aquesta edició, i a causa de la situació generada per la pandèmia per COVID-19, es van aplicar unes certes normes extraordinàries per a permetre la participació de totes les pel·lícules possibles, fins i tot aquelles que no s'haguessin pogut estrenar en sales cinematogràfiques.
L'anunci de les nominacions estava previst per a l'11 de gener de 2021, però a causa del pas de la borrasca Filomena, l'anunci es va ajornar fins al 18 de gener. Els encarregats d'anunciar els finalistes d'aquesta edició van ser l'actriu, cantant i Premi d'Honor de l'Acadèmia, Ana Belén, i l'actor, monologuista i tres vegades presentador de la gala dels Goya, Dani Rovira.

## Premis per pel·lícula
| Nominacions | Pel·lícules               | Premis |
| ----------- | ------------------------- | ------ |
| 14          | Adú                       | 4      |
| 9           | Las niñas                 | 4      |
| 8           | Akelarre                  | 5      |
| 8           | La boda de Rosa           | 2      |
| 6           | Black Beach               | 3      |
| 5           | Ane                       | 0      |
| 5           | Sentimental               | 1      |
| 3           | El inconveniente          | 0      |
| 3           | Explota explota           | 0      |
| 3           | Los europeos              | 0      |
| 3           | No matarás                | 1      |
| 2           | Baby                      | 0      |
| 2           | El año del descubrimiento | 2      |
| 2           | El plan                   | 0      |
| 2           | El verano que vivimos     | 0      |
| 2           | Historias lamentables     | 0      |
| 2           | My Mexican Bretzel        | 0      |
| 2           | Nieva en Benidorm         | 0      |
| 2           | Orígenes secretos         | 0      |

## Premis per categoria
| Millor pel·lícula | Millor direcció |
| --- | --- |
| - Las niñas - La boda de Rosa - Sentimental - Adú - Ane | - Salvador Calvo — Adú - Icíar Bollaín — La boda de Rosa - Juanma Bajo Ulloa — Baby - Isabel Coixet — Nieva en Benidorm |
| Millor actor | Millor actriu |
| - Mario Casas — No matarás com Dani - David Verdaguer — Uno para todos com Aleix - Javier Cámara — Sentimental com Julio - Ernesto Alterio — Un mundo normal com Ernesto | - Patricia López Arnaiz — Ane com Lide - Amaia Aberasturi — Akelarre com Ana Ibarguren - Kiti Mánver — El inconveniente com Lola - Candela Peña — La boda de Rosa com Rosa |
| Millor actor secundari | Millor actriu secundària |
| - Alberto San Juan — Sentimental com Salva - Juan Diego Botto — Los europeos com Antonio - Sergi López — La boda de Rosa com Armando - Álvaro Cervantes — Adú com Mateo | - Nathalie Poza — La boda de Rosa com Violeta - Juana Acosta — El inconveniente com Sara - Verónica Echegui — Explota explota com Amparo - Natalia de Molina — Las niñas com Adela |
| Millor actor revelació | Millor actriu revelació |
| - Adam Nourou — Adú com Massar - Chema del Barco — El plan com Ramón - Janick — Historias lamentables com Ayoub - Fernando Valdivieso — No matarás com Ray | - Jone Laspiur — Ane com Ane - Paula Usero — La boda de Rosa com Lidia Román. - Griselda Siciliani - Sentimental com Ana - Milena Smit — No matarás com Mila |
| Millor guió original | Millor guió adaptat |
| - Pilar Palomero — Las niñas - Alicia Luna i Icíar Bollaín — La boda de Rosa - Claro García i Javier Fesser — Historias lamentables - Alejandro Hernández — Adú | - David Pérez Sañudo i Marina Parés Pulido — Ane (basat en el curt homònim de David Pérez Sañudo) - Cesc Gay — Sentimental (basat en l’obra teatral Los vecinos de arriba de Cesc Gay) - Bernardo Sánchez i Marta Libertad Castillo — Los europeos (basat en la novel·la homònima de Rafael Azcona) - David Galán Galindo i Fernando Navarro — Orígenes secretos (basat en la novel·la homònima de David Galán Galindo) |
| Millor direcció novell | Millor pel·lícula documental |
| - Pilar Palomero — Las niñas - David Pérez Sañudo — Ane - Nuria Giménez Lorang — My Mexican Bretzel - Bernabé Rico — El inconveniente | - El año del descubrimiento - Anatomía de un dandy - Cartas mojadas - My Mexican Bretzel |
| Millor direcció de producció | Millor muntatge |
| - Ana Parra i Luis Fernández Lago — Adú - Guadalupe Balaguer Trelles — Akelarre - Carmen Martínez Muñoz — Black Beach - Toni Novella — Nieva en Benidorm | - Sergio Jiménez — El año del descubrimiento - Jaime Colis — Adú - Fernando Franco i Miguel Doblado — Black Beach - Sofi Escudé — Las niñas |
| Millor música original | Millor cançó original |
| - Aránzazu Calleja i Maite Arroitajauregi — Akelarre - Roque Baños — Adú - Bingen Mendizábal i Koldo Uriarte — Baby - Federico Jusid — El verano que vivimos | - "Que no, que no" — La boda de Rosa; composta per María Rozalén - "Sababoo" — Adú; composta per Cherif Badua i Roque Baños - "El verano que vivimos" — El verano que vivimos; composta per Alejandro Sanz i Alfonso Pérez Arias - "Lunas de papel" — Las niñas; composta per Carlos Naya |
| Millor fotografia | Millor direcció artística |
| - Daniela Cajías — Las niñas - Sergi Vilanova — Adú - Javier Agirre — Akelarre - Ángel Amorós — Black Beach | - Mikel Serrano — Akelarre - César Macarrón — Adú - Montse Sanz — Black Beach - Mónica Bernuy — Las niñas |
| Millor disseny de vestuari | Millor maquillatge i perruqueria |
| - Nerea Torrijos — Akelarre - Cristina Rodríguez — Explota explota - Arantxa Ezquerro — Las niñas - Lena Mossum — Los europeos | - Beata Wotjowicz i Ricardo Molina — Akelarre - Elena Cuevas, Mara Collazo i Sergio López — Adú - Milu Cabrer i Benjamín Pérez — Explota explota - Paula Cruz, Jesús Guerra i Nacho Díaz — Orígenes secretos |
| Millor so | Millors efectes especials |
| - Eduardo Esquide, Jamaica Ruíz García, Juan Ferro i Nicolas de Poulpiquet — Adú - Urko Garai, Josefina Rodriguez, Frédéric Hamelin i Leandro de Loredo — Akelarre - Coque Lahera, Nacho Royo-Villanova i Sergio Testón — Black Beach - Mar González, Francesco Lucarelli i Nacho Royo-Villanova — El plan | - Mariano García Marty i Ana Rubio — Akelarre - Raúl Romanillos i Míriam Piquer — Adú - Raúl Romanillos i Jean-Louis Billiard — Black Beach - Raúl Romanillos i Míriam Piquer — Historias lamentables |
| Millor pel·lícula d'animació | Millor curtmetratge d'animació |
| - La gallina Turuleca | - Blue & Malone: Casos Imposibles - Homeless Home - Metamorphosis - Vuela |
| Millor curtmetratge documental | Millor curtmetratge de ficció |
| - Biografía del cadáver de una mujer - Paraíso - Paraíso en llamas - Sólo con peces | - A la cara - 16 de decembro - Beef - Gastos incluidos - Lo efímero |
| Millor pel·lícula estrangera de parla hispana | Millor pel·lícula europea |
| - El olvido que seremos — Fernando Trueba - El agente topo — Maite Alberdi - La Llorona — Jayro Bustamante - Ya no estoy aquí — Fernando Frías de la Parra - Matar a un muerto — Hugo Giménez | - El pare — Florian Zeller - Boże Ciało — Jan Komasa - J'accuse — Roman Polanski - Falling — Viggo Mortensen |
| Premi Goya d'honor | |
| Ángela Molina | |